# 456 př. n. l.

## Úmrtí
- Aischylos, řecký dramatik (* cca 525 př. n. l.)

## Hlava státu
- Perská říše – Artaxerxés I. (465 – 424 př. n. l.)
- Egypt – Artaxerxés I. (465 – 424 př. n. l.)
- Sparta – Pleistoanax (458 – 409 př. n. l.) a Archidámos II. (469 – 427 př. n. l.)
- Athény – Mnesitheides (457 – 456 př. n. l..) » Callias (456 – 455 př. n. l.)
- Makedonie – Alexandr I. (498 – 454 př. n. l.)
- Epirus – Admetus (470 – 430 př. n. l.)
- Odryská Thrácie – Teres I. (460 – 445 př. n. l.)
- Římská republika – konzulé M. Valerius Maximus Lactuca a Sp. Verginius Tricostus Caeliomontanus (456 př. n. l.)
- Kartágo – Hanno II. (480 – 440 př. n. l.)